# Октонавты: Выше и запредельнее
«Октонавты: Выше и запредельнее» (англ. Octonauts: Above & Beyond) — анимационный детский телесериал, являющийся спин-оффом мультсериала «Октонавты». Создан студиями Mainframe Studios и Sony Pictures Television Kids для Netflix. Вышел в эфир 7 сентября 2021 года.
Мультсериал «Октонавты: Выше и запредельнее» имеет схожую структуру с оригинальным сериалом «Октонавты», но в основном посвящён наземным существам и местам их обитания. Кроме того, чтобы охватить весь спектр глобальных миссий, к команде присоединяются новые персонажи в качестве главных героев сериала.
Второй сезон дебютировал 2 мая 2022 года на Netflix, третий — 16 октября 2023 года на CBeebies и BBC iPlayer, а четвёртый — 19 февраля 2024 года на тех же каналах.

## Персонажи

### Вернувшиеся
| Имя                                   | Ранг                          | Вид           | Актёры озвучки                                                                            | Описание |
| ------------------------------------- | ----------------------------- | ------------- | ----------------------------------------------------------------------------------------- | --- |
| Барнаклс (Barnacles)                  | Капитан                       | Белый медведь | Саймон Гринолл (Simon Greenall) Саймон Фостер (Simon Foster) (вокал)                      | Отважный белый медведь, капитан «Октонавтов». Он умеет управлять любым транспортным средством и достаточно силён, чтобы поднять гигантского моллюска. Его любимые фразы: «Октонавты, давайте сделаем это» (англ. Octonauts, let’s do this), «Объявляю тревогу!» (англ. Sound the Octo-Alert!), «Октонавты, в стартовый отсек!» (англ. Octonauts, to the launch bay!) и «Держитесь, может быть тряско» (англ. Hold on, this could get bumpy). |
| Квазии (Kwazii)                       | Лейтенант и криптозоологист   | Кот           | Роб Рэкстроу (Rob Rackstraw)                                                              | Кот, который говорит с акцентом кокни. Квази — кот-сорвиголова с таинственным пиратским прошлым. Он верит во многих морских чудовищ, таких как Накервак (Nackerwhack), Трёхзубый Ужас (Tri-Toothed-Terror), Гигантская Креветка (Giant Shrimp Monster) и Монстр из Жуткой Бухты (Monster of Creepy Cove), и любит быстро управлять Гуп-Би (Gup-B). В эпизоде «Октонавты и Гигантский Краб-Паук» (англ. The Octonauts and the Giant Spider Crab), выясняется, что он боится пауков. Коронные фразы: «Дрожи, моя шёрстка» (англ. Shiver me whiskers) и «Мяу!» (англ. Yeow!). |
| Песо (Peso)                           | Медик                         | Пингвин       | Пол Пантинг (Paul Panting) (Великобритания) Уэйн Грейсон (Wayne Grayson) (США)            | Пингвин с британским акцентом (в американской версии — с испанским акцентом) и медик Октонавтов. Он не любит пугающих ситуаций, но если кто-то ранен или попал в беду, он может стать самым храбрым Октонавтом из всех. У него есть младший брат по имени Пинто (Pinto). Коронная фраза: «Хлоп-хлоп-хлоп!» (англ. Flappity flippers!). |
| Профессор Инклинг (Professor Inkling) | Океанограф и основатель       | Гримпотевтис  | Кит Уикхэм (Keith Wickham)                                                                | Осьминог, говорящий с аристократическим акцентом. Инклинг собрал Октонавтов, чтобы изучать океаны и совершать приключения. Коронная фраза: «Потрясающе!» (англ. Fascinating!). |
| Доктор Шеллингтон (Dr Shellington)    | Биолог                        | Калан         | Кит Уикхэм (Keith Wickham)                                                                | Калан, говорящий с шотландским акцентом. Доктор Шеллингтон — биолог, который помогает Октонавтам в их миссиях. Он не очень хороший водитель и однажды разбил GUP-D. Его любимые фразы: «Прыгающая медуза!» (англ. Jumping jellyfish!) и «Потрясающе» (англ. Fascinating). |
| Твик (Tweak)                          | Инженер                       | Кролик        | Джо Уайатт (Jo Wyatt)                                                                     | Кролик (в английской версии — крольчиха), который говорит с южноамериканским акцентом. Он живёт и работает в стартовом отсеке, часто придумывает такие вещи, как несколько ГУПов (GUPS), костюм Окто-Макс (Octo-Max) и «Поиск друзей» (Friend Finder), который был разработан его подругой Сэнди (Sandy) — кожистой черепахой. Он часто называет капитана Барнаклса «Кэп» (англ. Cap). Коронные фразы: «Сейчас же, Кэп!» (англ. Right away, Cap!), «…быстрее, чем ты успеешь сказать „куча хрустящей морковки!“» (англ. …faster than you can say 'buncha munchy crunchy carrots'!) и «О боже, о боже мой!» (англ. Oh, me, oh, my!). |
| Даши (Dashi) (ранее Сауси (Sauci))    | Программист, пилот и фотограф | Такса         | Тереза Галлахер (Teresa Gallagher) (Великобритания) Дженни Ёкобори (Jenny Yokobori) (США) | Такса, которая говорит с австралийским акцентом (в американской версии — с американским). Даши — фотограф «Октонавтов», отвечает за все компьютеры на борту «Октопода» (англ. Octopod). Также она — профессиональная сёрферша. Управляет «Октореем» (англ. Octoray). Коронная фраза: «Уже в пути, капитан!» (англ. Already on it, Captain!). Примечание: в последних британских изданиях книг имя Сауси было изменено на Даши, чтобы соответствовать названию телесериала. |
| Тунип (Tunip)                         | Шеф-повар и садовод           | Веджимал      | Кейт Харбор (Kate Harbour)                                                                | Наполовину тунец, наполовину репа, главный повар и садовник Октонавтов. Способен дышать как на суше, так и под водой. Он любит готовить пирожки с водорослями и работать в оранжерее. Часто падает в обморок от шокирующих новостей. Тунип очень ребячлив и невинен, всегда хочет помочь Октонавтам, чем может. Он — самый маленький из главных героев в команде Октонавтов. Помимо приготовления еды, Тунип работает в саду, выращивая овощи, из которых он готовит еду. Его два любимых блюда — рыбные печенья и кексы из водорослей. Тунип, как и все Веджималы, говорит на веджимальском языке. Когда он родился, его первыми словами были: «Чипа-чипа!, Чипа-чипа!» (ведж. Cheepa cheepa!, Cheepa cheepa!) и «Зуупа-зуупа!» (ведж. Zuupa zuupa!). |

### Новые
| Имя                                   | Ранг                               | Вид           | Актёры озвучки                                                                          | Описание |
| ------------------------------------- | ---------------------------------- | ------------- | --------------------------------------------------------------------------------------- | --- |
| Паани (Paani)                         | Гидролог                           | Макака        | Антонио Акил (Antonio Aakeel)                                                           | Самец макаки, который присоединяется к Октонавтам в качестве октоагента в первом эпизоде мультсериала. Он — гидролог, изучающий, как вода влияет на все виды существ, храбр и дерзновен, а также импульсивен, похож на Квазии. Однако, он не ладит с Квазии, потому что именно Квазии ловит его на попытке украсть припасы у команды, чтобы помочь животным, страдающим от засухи.                             |
| Калико Джек (Calico Jack)             | Криптозоолог и пират               | Кот           | Роб Рэкстроу (Rob Rackstraw)                                                            | Дедушка Квазии, путешествует со своим приятелем — попугаем Питом. |
| Рейнджер Марш (Ranger Marsh)          | Смотритель парка                   | Кролик        |                                                                                         | Отец Твика, который любит исследовать болота. Живёт в Эверглейдсе, Флорида. |
| Перл (Pearl)                          | Морской биолог                     | Калан         | Кейт Харбор (Kate Harbour)                                                              | Старшая сестра Шеллингтон. У неё есть сын по имени Барвинок. |
| Райла (Ryla)                          | Гидроспелеолог                     | Вомбат        | Хелен Уолш (Helen Walsh)                                                                | Старый друг Даши, который специализируется на пещерном дайвинге. |
| Трэкер (Tracker)                      | Радист                             | Белый медведь | Пол Пантинг (Paul Panting)                                                              | Бывший протеже Барнаклса, работающий радистом на спасательном посту полярных скаутов в Арктике. |
| Профессор Натквик (Professor Natquik) | Гляциолог и полярный исследователь | Песец         | Уильям Вандерпуйе (William Vanderpuye)                                                  | Бывший наставник Барнаклса, специализирующийся на полевых исследованиях. |
| Мин (Min)                             | Картограф                          | Малая панда   | Чипо Чанг (Chipo Chung)                                                                 | Старый друг Инклинга, живущий на реке Янцзы и специализирующийся на составлении карт. |
| Коши (Koshi)                          | Младший Октоагент                  | Такса         |                                                                                         | Младшая сестра Даши, интересующаяся тайнами. |
| Пинто (Pinto)                         | Младший Октоагент                  | Пингвин       | Тереза Галлахер (Teresa Gallagher) (Великобритания) Джейми Келтон (Jaimie Kelton) (США) | Младший брат Песо, который быстро соображает. |
| Сельва (Selva)                        | Ботаник                            | Игуана        | Елена Саурель (Elena Saurel)                                                            | Игуана, дебютировавшая в третьем сезоне. Изначально живя в тропических лесах Амазонки, она проводила большую часть своего времени, ухаживая за местными растениями и разговаривая с ними, пока не столкнулась с Шеллингтоном и Веджималами на медовой пробежке. Позже она присоединилась к нему на вечеринке-сюрпризе по случаю дня рождения капитана Барнаклса, а затем присоединилась в качестве октоагента. |
| Бад (Bud)                             | Начинающий инженер                 | Бобр          | Алан Мариотт (Alan Marriott)                                                            | Сын бобров, который в юности научил Твика всему, что он знал, как инженер. Позже он стал протеже Твик и большую часть времени путешествовал по миру, изучая инженерное дело в природе. |

## Транспорт
Новые транспортные средства специализируются на наземных миссиях и поэтому называются «Терра-GUP» (сокращённо «TG»). Все транспортные средства оснащены системой Octo-Alert.
| Транспортное средство | Цель | Сходство               | Первое появление |
| --------------------- | --- | ---------------------- | --- |
| «Окторей» (Octoray)   | Воздушное судно и удалённая база Октонавтов. Может погружаться в воду и перевозить другие GUP. | Манты                  | «Октонавты и приключение на Берегу Скелетов» (англ. The Octonauts and the Skeleton Coast Adventure) (1 сезон, 1 серия) |
| «ТГ-1» (TG-1)         | Небольшой универсальный транспорт с раздвижными лапами, рогом, похожим на рог дупляка, «супер-захватывающими» лапами и крыльями. | Жесткокрылые           | «Октонавты и змея горячих источников» (англ. The Octonauts and the Hot Spring Snake) (1 сезон, 4 серия)                |
| «ТГ-2» (TG-2)         | Сильное транспортное средство, которое передвигается, катаясь, как шар. У него во рту есть сверло, и он может использовать передние лапы как лопаты. | Гигантский ящер        | «Октонавты и оползень в Скалистых горах» (англ. The Octonauts and the Rocky Mountain Rockslide) (1 сезон, 7 серия)     |
| «ТГ-3» (TG-3)         | Гусеничный экскаватор и автомобильный кран. Можно прикрепить страховочный трос. | Trachelophorus giraffa | «Октонавты и Розовый ледник» (англ. The Octonauts and the Pink Glacier) (2 сезон, 2 серия)                             |
| «ТГ-4» (TG-4)         | Большое транспортное средство общего назначения, которое может передвигаться по воде. Оно быстрое, лёгкое и тихое. | Морские черепахи       | «Октонавты и одинокая лягушка» (англ. The Octonauts and the Lonely Frog) (2 сезон, 4 серия)                            |
| «ТГ-5» (TG-5)         | Длинный гусеничный транспорт общего назначения, состоящий из пяти кабин, соединённых друг с другом. В каждой кабине может поместиться по одному человеку, кроме пятой. У него мощные гусеницы, которые позволяют ему взбираться на возвышенности, а также клешни. | Губоногие              | «Октонавты и спасение тропического леса» (англ. The Octonauts and the Rainforest Rescue) (2 сезон, 9 серия)            |

## Трансляция
Мультсериал «Октонавты: Выше и запредельнее» дебютировал 7 сентября 2021 года на канале Netflix. Трейлер был выпущен 10 августа 2021 года.
Второй сезон вышел 2 мая 2022 года на том же канале. Специальный эпизод в этом сезоне, состоящий из двух частей и посвящённый спасению орлёнка, получил название «Октонавты и спасение в тропическом лесу» (англ. The Octonauts and the Rainforest Rescue). Компания Fisher Price также выпустила серию игрушек Above & Beyond в дополнение к существующим игрушкам из основного сериала.
По словам продюсеров Silvergate Media, предпринимаются попытки, чтобы Above & Beyond вернулись в эфир общественного телевидения. В отличие от оригинала, который изначально транслировался в Америке на канале Disney Junior, Above & Beyond не выходит в эфир на этом канале из-за того, что компания Disney не приобрела сериал с американским дубляжом. Мультсериал «Октонавты: Выше и запредельнее», равно как и оригинальный мультсериал «Октонавты», транслируется на канале CBeebies.